# Wilfried Singo
Wilfried Stephane Singo (Ouragahio, Costa de Marfil, 25 de diciembre de 2000) es un futbolista marfileño que juega como defensa en el A. S. Monaco F. C. de la Ligue 1.

## Trayectoria

### Inicios
Canterano del AS Denguélé, se unió al Torino F. C. en el verano de 2019, donde fue asignado al equipo sub-19 dirigido por Federico Coppitelli. Inicialmente utilizado como defensa central, a lo largo de la temporada se desplazó progresivamente a la posición de lateral derecho.

### Torino F. C.
El 1 de agosto de ese mismo año debutó con la selección absoluta del Torino a las órdenes de Walter Mazzarri en una victoria por 4-1 en la Liga Europa de la UEFA contra el Debreceni V. S. C. Debutó con el club en la Serie A el 27 de junio de 2020 en una derrota a domicilio por 4-2 contra el Cagliari Calcio. En su primer partido como titular, marcó su primer gol con la selección absoluta en la penúltima jornada de la temporada en casa contra la A. S. Roma.

## Selección nacional
Representó a Costa de Marfil sub-20 para los partidos de Eliminatoria al Campeonato Africano Sub-20 de 2019 en 2018. Debutó con la selección absoluta de Costa de Marfil en un amistoso contra Burkina Faso (2-1) el 5 de junio de 2021.

## Estilo de juego
Juega principalmente como lateral derecho o carrilero derecho, pero anteriormente jugó como defensa central. Posee una notable velocidad y fuerza, así como una buena técnica individual.

## Estadísticas

### Clubes
Actualizado al último partido disputado el 19 de abril de 2025.
| Club                       | Div.          | Temporada     | Liga  | Liga  | Copas nacionales | Copas nacionales | Copas internacionales | Copas internacionales | Total | Total |
| Club                       | Div.          | Temporada     | Part. | Goles | Part.            | Goles            | Part.                 | Goles                 | Part. | Goles |
| -------------------------- | ------------- | ------------- | ----- | ----- | ---------------- | ---------------- | --------------------- | --------------------- | ----- | ----- |
| Torino F. C. · Italia      | 1.ª           | 2019-20       | 4     | 1     | 0                | 0                | 3                     | 0                     | 7     | 1     |
| Torino F. C. · Italia      | 1.ª           | 2020-21       | 28    | 1     | 2                | 0                | —                     | —                     | 30    | 1     |
| Torino F. C. · Italia      | 1.ª           | 2021-22       | 35    | 3     | 1                | 0                | —                     | —                     | 36    | 3     |
| Torino F. C. · Italia      | 1.ª           | 2022-23       | 31    | 2     | 4                | 0                | —                     | —                     | 35    | 2     |
| Torino F. C. · Italia      | 1.ª           | 2023-24       | —     | —     | 1                | 0                | —                     | —                     | 1     | 0     |
| Torino F. C. · Italia      | Total club    | Total club    | 98    | 7     | 8                | 0                | 3                     | 0                     | 109   | 7     |
| A. S. Monaco F. C. Francia | 1.ª           | 2023-24       | 25    | 1     | 0                | 0                | —                     | —                     | 25    | 1     |
| A. S. Monaco F. C. Francia | 1.ª           | 2024-25       | 23    | 1     | 2                | 0                | 6                     | 2                     | 31    | 3     |
| A. S. Monaco F. C. Francia | Total club    | Total club    | 48    | 2     | 2                | 0                | 6                     | 2                     | 56    | 4     |
| Total carrera              | Total carrera | Total carrera | 146   | 9     | 10               | 0                | 9                     | 2                     | 165   | 11    |

## Palmarés

### Títulos internacionales
| Título                    | Equipo          | Sede            | Año  |
| ------------------------- | --------------- | --------------- | ---- |
| Copa Africana de Naciones | Costa de Marfil | Costa de Marfil | 2023 |